# Бангладеш на Светском првенству у атлетици у дворани 2012.
Бангладеш је учествовао на Светском првенству у атлетици у дворани 2012. одржаном у Истанбулу од 9. до 11. марта. Ово је његово прво учешће на светским првенствима. Репрезентацију Бангладеша представљало је двоје такмичара (1 мушкарац и 1 жена), који су се такмичили у трци на 60 метара.
Бангладеш није освојио ниједну медаљу али је Mesbah Ahmmed изједначио национални рекорд.

## Учесници
| Мушкарци: - Mesbah Ahmmed — 60 м | Жене: - Papia Rani Sarkar — 60 м |  |

## Резултати

### Мушкарци
| Атлетичар     | Дисциплина | Лични рекорд | Квалификације | Квалификације | Полуфинале           | Полуфинале           | Финале               | Финале       | Детаљи |
| Атлетичар     | Дисциплина | Лични рекорд | Резултат      | Место         | Резултат             | Место                | Резултат             | Место        | Детаљи |
| ------------- | ---------- | ------------ | ------------- | ------------- | -------------------- | -------------------- | -------------------- | ------------ | ------ |
| Mesbah Ahmmed | 60 м       | 7,04 НР      | 7,04 =НР      | 5. у гр. 1    | Није се квалификовао | Није се квалификовао | Није се квалификовао | 31 / 57 (61) |        |

### Жене
| Атлетичарка       | Дисциплина | Лични рекорд | Квалификације | Квалификације | Полуфинале            | Полуфинале            | Финале                | Финале       | Детаљи |
| Атлетичарка       | Дисциплина | Лични рекорд | Резултат      | Место         | Резултат              | Место                 | Резултат              | Место        | Детаљи |
| ----------------- | ---------- | ------------ | ------------- | ------------- | --------------------- | --------------------- | --------------------- | ------------ | ------ |
| Papia Rani Sarkar | 60 м       | 8,23         | 8,37          | 8. у гр. 4    | Није се квалификовала | Није се квалификовала | Није се квалификовала | 55 / 62 (63) |        |